# 衣川篤史
衣川 篤史（きぬがわ あつし、1981年3月20日 - ）は、兵庫県宝塚市出身の元プロ野球選手（捕手）。2019年から東京ヤクルトスワローズ一軍バッテリーコーチ。

## 経歴

### プロ入り前
大商学園高校から岐阜聖徳学園大学に進学。同期の星野八千穂とバッテリーを組み、強化後間もないチームを大学選手権、明治神宮大会に初出場させる大きな原動力となった。3年時の大学選手権では初勝利もあげて、翌年も連続出場した。大学4年時にはシュアな打撃でドラフト候補と報道されたものの、プロからの声はかからなかった。
社会人野球の昭和コンクリートへ進んだものの、チームは2003年の夏をもって活動休止となり、住友金属鹿島へ転籍。住友金属鹿島では正捕手の座をつかみ、都市対抗野球大会連続出場に貢献した。社会人通算4年目となる2006年、第77回都市対抗野球大会の1回戦では日本生命と対戦。試合には敗れたものの、日本生命が仕掛けた4盗塁を全て阻止。強肩ぶりが注目され、一躍ドラフト有力候補となった。
2006年の大学・社会人ドラフトで東京ヤクルトスワローズから4巡目で指名を受けた。11月22日に推定契約金5,000万円、年俸1,000万円で仮契約を行い入団した。

### プロ入り後
2007年
一軍キャンプに招聘されたが、オープン戦で当たりが出なかったこと、守備面でも課題を指摘されたことから、開幕は二軍スタートとなった。出場機会を増やすため、一塁手にも挑戦している。7月に川本良平が一軍昇格した後はほぼ二軍の正捕手として定着し、最終的に53試合に出場。ファームとはいえ打率.274、5本塁打と一年目からまずまずの成績を残した。
2008年
キャンプは二軍スタートだったが、川本良平の故障に伴って一軍キャンプに合流。開幕は再び二軍で迎えたものの、イースタン・リーグでは開幕から正捕手を務めた。打撃不振の選手が多い中で、二軍とはいえ3割台をキープ。そのことと福川将和の骨折の疑いもあり、5月13日に一軍初昇格。同日の対中日戦で初出場、初先発を果たした。翌5月14日対中日戦5回裏2アウト無走者の場面で、山本昌からプロ入り初安打を放った。しかし右肘の故障によって一軍に定着することはできず、5月29日に登録を抹消されると、以降は二軍で過ごすことになった。8月には試合に復帰し、最終的にイースタン・リーグとはいえ、44試合で打率.302、2本塁打10打点1盗塁と、前年を上回る結果も出している。秋には川本良平、米野智人らと共に一軍メンバーに選ばれ、松山でキャンプを過ごした。
2009年
シーズンの大半を二軍ですごし、ファーストやサードなども経験する。シーズン終盤に一軍へ昇格し、最終戦では代打でタイムリーを放つ。
クライマックスシリーズでもベンチ入りするも、新型インフルエンザにかかり、チームに貢献はできなかった。
2010年
シーズン序盤に2年ぶりの本塁打を放つなど活躍したが、それ以降は二軍ですごし、そのままシーズンを終えた。
2011年
一軍での出場はなく、二軍のみの出場となった。二軍では49試合に出場したが、打率.193、本塁打1、打点8であった。10月9日に戦力外通告を受け、12月2日に自由契約公示された。

### 現役引退後
その後、現役を引退し、ヤクルトのスコアラーに就任した。
2019年より、野口寿浩に代わって東京ヤクルトスワローズ一軍バッテリーコーチに就任することが決まった。
2025年からは二軍バッテリーコーチに配置転換された。

## 人物
社会人時代に結婚し、息子が2人いる。妻子がある場合入寮は免除されるが、2007年に単身で入寮した。

## 詳細情報

### 年度別打撃成績
| 年 度     | 球 団     | 試 合 | 打 席 | 打 数 | 得 点 | 安 打 | 二 塁 打 | 三 塁 打 | 本 塁 打 | 塁 打 | 打 点 | 盗 塁 | 盗 塁 死 | 犠 打 | 犠 飛 | 四 球 | 敬 遠 | 死 球 | 三 振 | 併 殺 打 | 打 率 | 出 塁 率 | 長 打 率 | O P S |
| --------- | --------- | ----- | ----- | ----- | ----- | ----- | -------- | -------- | -------- | ----- | ----- | ----- | -------- | ----- | ----- | ----- | ----- | ----- | ----- | -------- | ----- | -------- | -------- | ----- |
| 2008      | ヤクルト  | 17    | 46    | 42    | 1     | 11    | 0        | 0        | 1        | 14    | 8     | 0     | 0        | 0     | 0     | 3     | 0     | 1     | 12    | 2        | .262  | .326     | .333     | .659  |
| 2009      | ヤクルト  | 5     | 4     | 4     | 1     | 1     | 0        | 0        | 0        | 1     | 1     | 0     | 0        | 0     | 0     | 0     | 0     | 0     | 1     | 0        | .250  | .250     | .250     | .500  |
| 2010      | ヤクルト  | 13    | 24    | 22    | 2     | 5     | 2        | 1        | 1        | 12    | 5     | 0     | 0        | 0     | 0     | 2     | 0     | 0     | 3     | 2        | .227  | .292     | .545     | .837  |
| 通算：3年 | 通算：3年 | 35    | 74    | 68    | 4     | 17    | 2        | 1        | 2        | 27    | 14    | 0     | 0        | 0     | 0     | 5     | 0     | 1     | 16    | 4        | .250  | .311     | .397     | .708  |

### 年度別守備成績
| 年 度 | 球 団    | 捕手  | 捕手  | 捕手  | 捕手  | 捕手  | 捕手  | 捕手     | 捕手     | 捕手     | 捕手     | 捕手     | 一塁  | 一塁  | 一塁  | 一塁  | 一塁  | 一塁     |
| 年 度 | 球 団    | 試 合 | 刺 殺 | 補 殺 | 失 策 | 併 殺 | 捕 逸 | 守 備 率 | 企 図 数 | 許 盗 塁 | 盗 塁 刺 | 阻 止 率 | 試 合 | 刺 殺 | 補 殺 | 失 策 | 併 殺 | 守 備 率 |
| ----- | -------- | ----- | ----- | ----- | ----- | ----- | ----- | -------- | -------- | -------- | -------- | -------- | ----- | ----- | ----- | ----- | ----- | -------- |
| 2008  | ヤクルト | 15    | 74    | 3     | 2     | 0     | 1     | .975     | 6        | 6        | 0        | .000     | -     | -     | -     | -     | -     | -        |
| 2009  | ヤクルト | 1     | 3     | 0     | 0     | 0     | 0     | 1.000    | 0        | 0        | 0        | -        | 1     | 1     | 0     | 0     | 0     | 1.000    |
| 2010  | ヤクルト | 6     | 19    | 1     | 2     | 0     | 0     | .909     | 1        | 0        | 1        | 1.000    | -     | -     | -     | -     | -     | -        |
| 通算  | 通算     | 22    | 96    | 4     | 4     | 0     | 1     | .962     | 7        | 6        | 1        | .143     | 1     | 1     | 0     | 0     | 0     | 1.000    |

### 記録
初記録
- 初出場・初先発出場：2008年5月13日、対中日ドラゴンズ7回戦（明治神宮野球場）、8番・捕手で先発出場
- 初打席：同上、3回裏に朝倉健太から四球
- 初安打：2008年5月14日、対中日ドラゴンズ8回戦（明治神宮野球場）、5回裏に山本昌から右前安打
- 初打点：2008年5月15日、対中日ドラゴンズ9回戦（明治神宮野球場）、1回裏に川上憲伸から右前適時打
- 初本塁打：2008年5月16日、対阪神タイガース7回戦（阪神甲子園球場）、9回表に安藤優也から左中間越3ラン

### 背番号
- 38（2007年 - 2011年）
- 83（2019年 - ）